# مرغوب
مرغوب، روستایی است از توابع بخش دیهوک و در شهرستان طبس استان خراسان جنوبی ایران.این روستا یکی از خوش آب و هواترین روستاهای طبس و علی الخصوص دهستان کویر میباشد به طوری که مردم منطقه برای گردش و تفریح و همچنین سیزده بدر به باغات آن می آیند .
مرغوب به نوبهٔ خود یکی از پرآب‌ترین روستاهای بخش دیهوک میباشد به طوری که در گذشته به واسطهٔ آب فراوان و آسیاب‌های آبی متعدد خود (که دیدن آن‌ها خالی از لطف نیست) قطب آردکردن گندم‌های منطقه بوده‌است ؛البته اکنون به واسطهٔ خشکسالی‌های متعدد و متمادی آب روستا بسیار تقلیل یافته با این وجود بخشی از آب موردنیاز کشاورزی و شرب روستاهای اطراف از قنات آن تأمین می‌شود .
مرغوب به خاطر بافت قدیمی،آسیاب‌های آبی بسیار ، چشمه سارهای آب شیرین،باغات سرسبز و آب و هوای معتدل در دل کویر و دارابودن بزرگترین قلهٔ منطقه (کوه مرغوب) هدف گردشگری اعلام شده‌است .
رشته کوه مرغوب

رشته کوه موغوب واقع در استان خراسان جنوبی شهرستان طبس بزرگ ترین رشته کوه شهرستان است. روستا مرغوب در دامنهٔ قلّه رشته کوه موغوب قرار دارد که پر آب ترین روستا دهستان کویر است. این روستا دارای چشمه های متعدد و همچنین قنات اصلی روستا(معروف به سر چشمه) است .
قنات اصلی روستا در این رشته کوه آب لازم برای کشاورزی و شرب مرغوب و تعدادی از روستاهای دهستان کویر را تامین میکند.
مرغوب منطقه ای سرسبز و دارای باغات فراوان و بافت تاریخی آسیاب های فراوان است که به این موجب جاذبه گردشگری اعلام شده و همواره میزبان مسافران و گردشگران است
رشته کوه مرغوب دارای معادن متعدد سرب،روی و دیگر عناصر است همچنین زیستگاه گونه های مختلف جانوری و گیاهی است.
رشته کوه موغوب توسط جاده طبس به دیهوک به دو قسمت شمالی و جنوبی تقسیم میشود که قله این کوه با بیش از 2600متر ارتفاع سطح دریا در قسمت جنوبی ودر بالا دست روستا مرغوب قرار دارد.

## جمعیت
این روستا در دهستان کویر قرار داشته و بر اساس سرشماری سال ۱۳۸۵ جمعیت آن (۸۴خانوار) ۲۶۹نفر
بوده‌است.